# Tveta landskommun, Småland
För andra landskommuner med detta namn, se Tveta landskommun.
Tveta landskommun var en tidigare kommun i Kalmar län. 

## Administrativ historik
Landskommunen inrättades i Tveta socken i Aspelands härad  i Småland när 1862 års kommunalförordningar trädde i kraft 1863. 
Den upphörde vid kommunreformen 1952, då den gick upp i Mörlunda landskommun. Området tillhör sedan 1971 Hultsfreds kommun.

## Politik

### Mandatfördelning i Tveta landskommun 1938-1946
| 6 | 5 | 2 | 4 |

| 17 |

| 6 | 5 | 1 | 5 |

| 17 |

| 7 | 1 | 5 | 1 | 3 |

| 17 |